# Sierra de Santa Teresa

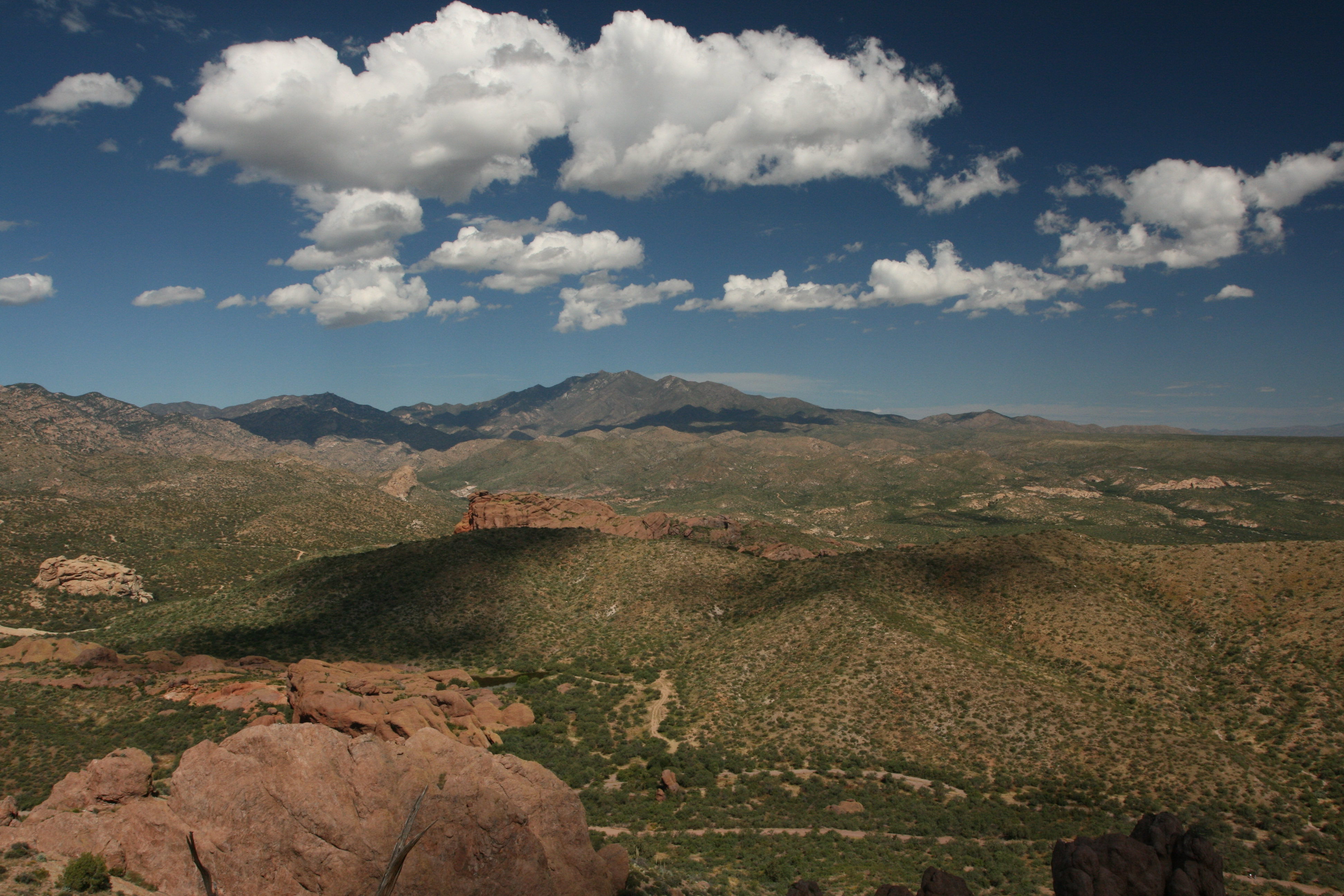
El área silvestre del norte de Santa Teresa de 5,800 acres se encuentra a unas 25 millas al oeste de Safford, Arizona, en el condado de Graham. El hito geológico conocido como Black Rock se eleva casi 1,000 pies desde su base, mientras que el resto de este tapón riolítico de una milla de largo está rodeado por acantilados de varios cientos de pies. Hasta el día de hoy, la roca tiene un significado espiritual para los nativos americanos locales, así como una mística para los visitantes. Jackson Mountain se eleva a 5,890 pies al sureste de la roca y está atravesada por varios cañones. La mayor parte de esta hermana del Servicio Forestal lleno de rocas de Santa Teresa Wilderness consiste en desierto y arbustos de montaña, pastizales y vegetación ribereña".

La sierra de Santa Teresa es una sierra del condado de Graham, en el estado de Arizona. En sus linderos se ubican el Bosque Nacional de Coronado y el Área de vida silvestre de Santa Teresa.

## Geografía
Ubicada al sur de Arizona, alcanza los 1999 m s. n. m.